# Tonicella venusta
Tonicella venusta är en blötdjursart som beskrevs av Clark 1999. Tonicella venusta ingår i släktet Tonicella och familjen Ischnochitonidae. Inga underarter finns listade i Catalogue of Life.